# Boethella hubleyi
Boethella hubleyi är en stekelart som beskrevs av Bennett 2003. Boethella hubleyi ingår i släktet Boethella och familjen brokparasitsteklar. Inga underarter finns listade.